# Tamara Daniłowa
Tamara Pietrowna Daniłowa (ros. Тамара Петровна Данилова, ur. 30 lipca 1939 w Leningradzie) – radziecka lekkoatletka, dyskobolka, mistrzyni Europy.
Daniłowa była czołową radziecką dyskobolką końca lat 60. i na początku lat 70. XX wieku. Największym jej osiągnięciem było mistrzostwo Europy w 1969 w Atenach, kiedy to rzutem na odległość 59,28 m pokonała swoją rodaczkę Murawjową i reprezentującą NRD Karin Illgen. 2 sierpnia 1970 w Bukareszcie ustanowiła rekord Związku Radzieckiego w rzucie dyskiem wynikiem 62,54 m, a w 1971 zdobyła tytuł mistrzyni kraju.
Zajęła 5. miejsce na mistrzostwach Europy w 1971 w Helsinkach. Zajęła 4. miejsce na igrzyskach olimpijskich w 1972 w Monachium.